# Pavel Bleher

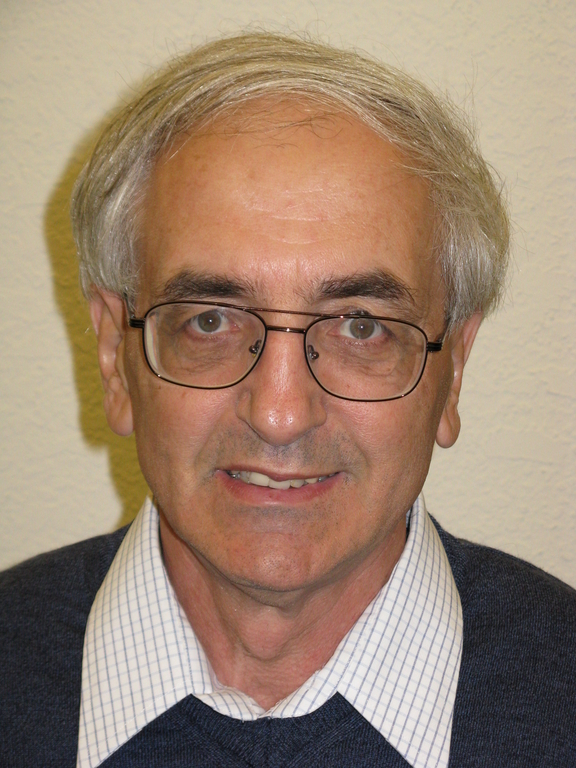
Pavel Bleher (2007)

Pavel M. Bleher (russisch Павел Максимович Блехер, transkribiert Pawel Maximowitsch Blecher; * 1947) ist ein russisch-US-amerikanischer mathematischer Physiker und Wahrscheinlichkeitstheoretiker.
Bleher gewann als Schüler 1965 die Internationale Mathematikolympiade in Berlin. Er studierte an der Lomonossow-Universität, an der er 1970 sein Diplom machte. 1974 wurde er bei Jakow Grigorjewitsch Sinai am Institut für Angewandte Mathematik der Sowjetischen Akademie der Wissenschaften promoviert (Untersuchung über die Phasenübergänge zweiter Ordnung in einigen Modellen des Ferromagnetismus). 1984 habilitierte er sich (russischer Doktortitel) an der Universität Vilnius (Grenzwertsätze für Asymptotik großer Abweichungen bei stark abhängigen Zufallsvariablen). Ab 1974 war er Wissenschaftler am Institut für Angewandte Mathematik der Sowjetischen Akademie der Wissenschaften. 1990 bis 1993 war Professor an der Universität Tel Aviv und 1992 bis 1994 am Institute for Advanced Study. Ab 1994 war er Professor an der Indiana University-Purdue University Indianapolis. Er ist dort Chancellor´s Professor.
Er befasste sich mit der strengen mathematischen Behandlung von kritischen Phänomenen und Phasenübergängen in der statistischen Mechanik (Renormierungsgruppentheorie) und mit Quantenchaos, Zufallsmatrizen, worüber er Ko-Leiter eines Workshops  2001 am MSRI war, und Polynome mit zufälligen Koeffizienten.
Er war unter anderem Gastwissenschaftler am Isaac Newton Institute, der ETH Zürich, dem Courant Institute of Mathematical Sciences of New York University, der Universität Rom (La Sapienza), dem Kernforschungszentrum der CEA in Saclay, der École normale supérieure, dem CRM in Montreal, der Katholischen Universität Löwen, am Fields Institute in Toronto, an der Rutgers University, der SUNY, dem Mathematischen Institut der Ungarischen Akademie der Wissenschaften in Budapest und dem Zentrum für Theoretische Physik in Luminy-Marseille.

## Schriften
- Herausgeber mit Alexander Its Random matrix models and their applications, Cambridge University Press 2001